# Orkneyöarnas historia
Den här artikeln handlar om Orkneyöarnas historia.
Namnet på ögruppen Orkneyöarna, i Skottland, är känt sedan antiken. Det finns spår av mänsklig närvaro på Orkneyöarna från cirka 3 100 år före Kristus. Det viktigaste beviset på detta är den förhistoriska bosättningen Skara Brae som sedan 1999 är ett av Skottlands fyra världsarv.
Orkneyöarna beboddes först av pikter och koloniserades sedan av norrmän. Under medeltiden var öarna omstridda mellan Norge och Skottland.

## Namnet
Namnet på ögruppen är känt sedan forntidens geograf Klaudios Ptolemaios (född 90 e.Kr., död 168 e.Kr.) som kallade öarna för Orcades. Det gamla forniriska namnet var Insi Orc. Orc betyder ung gris eller vildsvin. Då de norska kolonisatörerna kom till öarna under järnålderns senare del tolkade de namnet som Orkn, som var ett gammalt fornnordiskt ord för säl eller kobbe. Ordet ey betyder ö, och namnet blev Orkneyar, idag förkortat till Orkney på engelska.

## Förhistoriska tiden

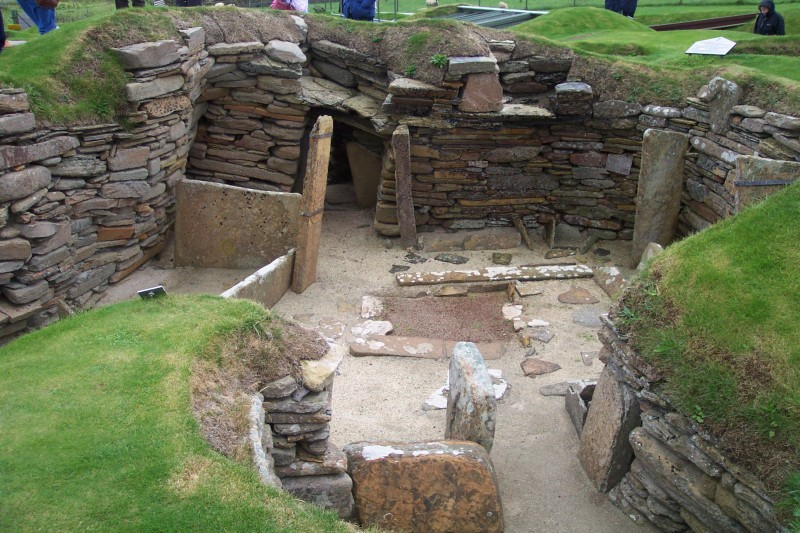
Skara Brae, forntidsutgrävningen.

Det finns spår av mänsklig bebyggelse på Orkneyöarna som kommer från cirka 3 100 år före Kristus. Det viktigaste beviset på detta är den förhistoriska bosättningen Skara Brae som efter en kraftig storm år 1850 kom fram i dagsljuset efter att ha varit begravd under sanddynerna i Bay of Skaill på Mainlands västkust. År 1924 kom flera rester av stenhus fram efter arkeologiska utgrävningar. Utgrävningarna fortsatte mellan 1928 och 1930 av Vere Gordon Childe. Skara Brae sattes år 1999 upp på Unescos världsarvslista och är en av Skottlands fyra världsarv.

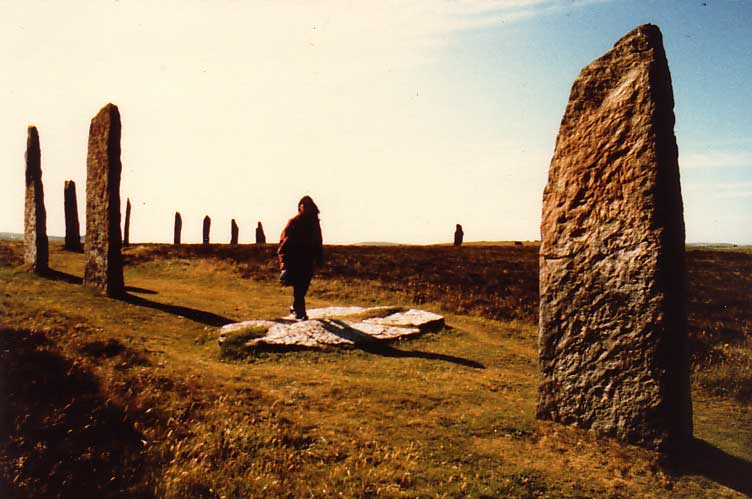
Stencirkeln på Orkneyöarna.

Ring of Brodgar (även Brogar) är en förhistorisk stencirkel som också ligger på ön Mainland. Stencirkeln har likheter med Stonehenge i England. Stencirkeln står på en höjd mellan insjöarna Stenness och Harray. Den mellersta delen av cirkeln har aldrig blivit utgrävd av arkeologer och då heller aldrig blivit vetenskapligt daterad. Man antar att stencirkeln blev rest omkring 2 500 år före Kristus, många år före Stonehenge och andra förhistoriska monument på de brittiska öarna och i Europa.

## Pikterna och romarna
De tidigaste kända invånarna på Orkneyöarna var pikterna, och det finns rester efter deras underjordiska hus, weems, kyrkogårdar, runda torn (brochs), obelisker och liknande. Bland det som finns bevarat finns bland annat enklare keramik.
Romarna kände troligtvis till Orkneyöarna och seglade antagligen runt dem. De kallade öarna för Orcades. Det finns också bevis på att de handlat, direkt eller indirekt, med invånarna. De försökte dock aldrig att ockupera öarna.
I Arturlegenden kom kung Lot, sir Gereth, sir Gaheris, sir Gawaine och sir Agravain från Orkneyöarna.
Det finns även spår på att skottar från Dalriada etablerade sig på öarna vid 500-talets början. Deras tid på öarna blev kort och pikterna etablerade sig på nytt. Keltiska missionärer kom till öarna omkring år 565 och hade en viss framgång.

## Öarna blir norska

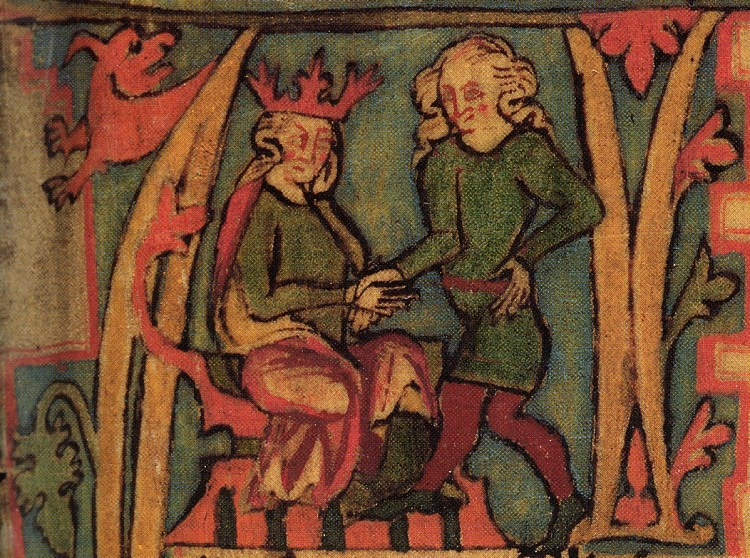
Harald Hårfagre

Orkneyöarna och Shetlandsöarna blev befolkade av norrmän mot slutet av 700-talet och fram till cirka 850-talet. Norge började bli överbefolkat med dåtidens mått mätt och tillgången till naturresurser och brukbar jord tog slut. Norrmännen som kom till Orkneyöarna ersatte den egentliga lokala befolkningen, pikterna, och deras språk blev mer och mer bortträngt av fornnordiskan.
Efter att Harald Hårfager hade enat Norge till ett rike, var det många av hans motståndare som lämnade Norge och några av dem blev kvar på Orkneyöarna. Härifrån for de på plundringsstråt till Skottland och Norge, något som resulterade i att Harald Hårfager samlade ihop en stor flotta och cirka år 875 tog han och hans män återigen kontroll över öarna. Ragnvald Eysteinsson fick Orkneyöarna och Shetlandsöarna (då känt som Hjaltland) som ett jarldöme av Harald Hårfager. Harald gav öarna till Eysteinsson eftersom hans son hade avlidit i strid i Skottland. Ragnvald gav öarna vidare till sin bror Sigur Eysteinsson som då bar namnet Sigurd den mäktige.
Harald Hårfagers son Erik Blodyx blev tronföljare, men då hans halvbror Håkon Adalsteinsfostre återvände till Norge från England flydde han landet. Han fick Nordimbraland av kung Athelstan och bosatte sig i Jorvik men blev bortförd igen år 941 av Athelstans bror Edmund på grund av sina plundringsresor, bland annat till Irland och Bretagne. Erik Blodyx flyttade till Orkneyöarna och bodde där tills han dödades under slaget vid Stainmoor i Skottland år 954. Hans änka, Gunhild Ossursdotter, och hans söner fick namnet Erikssönerna. Kung Håkan förklarade att Harald skulle få hans kungadöme om han lovade att vara god och lojal mot Håkans vänner och kamrater.
Öarna blev kristnade av Olav Tryggvason år 995, då han kom till Orkneyöarna på väg från Irland. Kung Olav sände bud på Sigurd jarl och beordrade jarlen att döpa sig i den kristna tron. Sigurd jarl var motvillig, men gav efter då kung Olav hotade med att mörda hans son Hvelp. Öarna fick en egen biskop under början av 1000-talet. Från 1153 blev biskopsdömet för Orkneyöarna, Kyrkovåg biskopsdöme, underställt det nyinrättade Nidaros ärkebiskopsdöme i dagens Trondheim. Kyrkovågs biskopsdöme lydde under ärkebiskopen i Nidaros fram till 1472.
Torfinn jarl (död 1064) utvidgade Orkneyöarna så att de även omfattade Hebriderna, förutom Caithness (Katanes) och andra stora delar av Skottlands fastland. Orkneyöarna blev efter denna utvidgning ett jarldöme som lydde under både den skotske och norske kungen. Torfinn var svärson till Finn Arnesson, och genom dennes hustru även släkt med Olav den helige och Harald Hårdråde. Kung Magnus Barfot avsatte jarlarna och insatte sin egen son Sigurd Jorsalafarare som jarl år 1098 i samband med sitt besök på öarna.
Några år senare avled Magnus Barfot och hans son Sigurd Jorsalfar reste hem till Norge och delade de norska kungariket med sina två bröder, Håkan Magnusson och Öystein I (kända som Magnussönerna). Ragnvald Orkneyjarl blev tilldelad halva Orkneyöarna år 1129 och år 1137 påbörjade han byggandet av St. Magnuskatedralen i Kirkwall, till Magnus Orkneyjarls ära. Katedralen i Kyrkovåg, som Kirkwall hette under den tiden, var den största domkyrkan i ärkebiskopsdömet efter Nidarosdomen.

## Skottlands intresse
Då Alexander III av Skottland fyllde 21 år, 1262, blev han myndig. Han talade högt om att föra vidare politiken på de nordliga och västliga öarna eftersom hans far inlett men aldrig slutfört det. Han skickade formella krav till den mäktiga norska kungen Håkon Håkonsson.
Norge hade efter decennier av bittra inbördeskrig fått stabilitet och växt sig till en betydande nation med europeiskt inflytande och var potentiellt en betydande krigsmakt. Med det som bakgrund avvisade kungen Håkon blankt det skotska kravet. För den norska sidan var de yttersta öarna i Nordsjön en del av det norska riket. Håkon seglade runt västkusten av Skottland och gick i land på Isle of Arran för att påbörja förhandlingar.
Skottland övertog styret av ögruppen 1472.

## Kyrkotiden
Under medeltiden stred ärkebiskopen av Hamburg och ärkebiskopen av York mot de norska biskoparna om kyrkans upplägg på öarna. Den första norska biskopen av William den gamle som blev krönt till ärkebiskop år 1102. De följde den norska traditionen fram till 1558, och därefter hade öarna en anglikansk biskop till 1580. Biskopssätet avskaffades först år 1697.
Öarna gavs bort av earl Morton som säkerhet för ett lån. De kunde utlösas för 30 000 pund samt en årlig ränta på 500 pund. Jarlen skänkte sina egendomar till sir Lawrence Dundas år 1766.
De norska lagarna ersattes av skotska lagar men invånarna förlorade inte sina rättigheter och sin egendom. Som ett resultat av detta omfattades många egendomar alltjämt av odelsrätten som var fullständigt okänd på det skotska fastlandet.

## Världskrigen
Under både första- och andra världskriget hade Storbritanniens flotta en stor flottbas vid Scapa Flow. Den lades ner år 1956.

### Första världskriget
Royal Navy (The Grand Fleet) hade sin bas i Scapa Flow från år 1914. Härifrån seglade fartygen till slaget vid Jylland år 1916.
Till följd av det tyska nederlaget under första världskriget blev den tyska flottan tillbakahållen i Scapa Flow i väntan på fredsförhandlingarna i Versailles. Fartygen kom till Scapa Flow i november 1918 och blev en stor attraktion för öborna. Den 21 juni 1919 gav den tyska amiralen Ludwig von Reuter order om att sänka alla fartyg för att förhindra att de skulle komma i brittiska händer. 51 fartyg sänktes och nio sjömän miste livet, de sista omkomna i det första världskriget. Av de 51 fartygen var 10 slagskepp (ett gick på grund och sänktes inte), fem slagkryssare, fem kryssare (tre gick på grund och sänktes inte) och 44 torpedbåtar (fyra gick på grund och blev inte sänkta).

### Andra världskriget

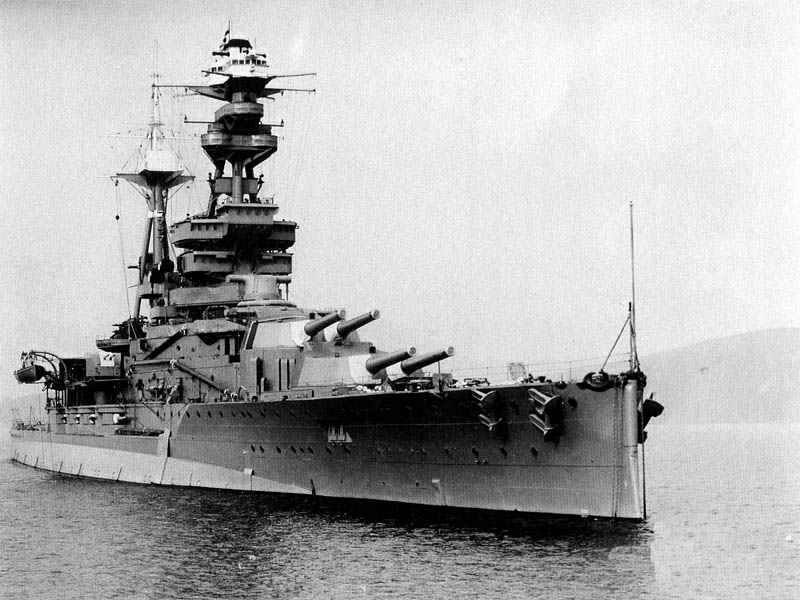
HMS Royal Oak

Marinbasen i Scapa Flow blev utsatt för ett angrepp från både ubåtar och luftangrepp från Luftwaffe. Före krigets start gjordes lite för att bygga försvarsanläggningar, eftersom man räknade med att det starka tidvattnet skulle utgöra ett effektivt skydd. En månad in i andra världskriget, 14 oktober 1939, blev Royal Navys slagskepp HMS Royal Oak sänkt av den tyska ubåten U-47 i hamnen. Totalt omkom 833 man vid denna händelse. För att förhindra liknande händelser bestämde sig britterna för att bygga barriärer. Dessa barriärer är idag kända som Churchillbarriärerna. De som höll på med bygget av barriärerna var krigsfångar, det var totalt 1 700 man som byggde barriärerna och 1 200 av dessa var italienska krigsfångar. Krigsfångarna protesterade mot att bli satta i straffarbete, och hävdade att detta stred mot Genèvekonventionerna, som förbjuder länder som håller krigsfångar att använda dem till krigsrelaterat arbete. Britterna menade dock att barriärerna inte var krigsrelaterade, utan istället ett arbete för att förbättra transporten mellan öarna, eftersom man slapp att använda båt när man skulle över. De italienska krigsfångarna byggde ett kapell nära sjökanten. Idag är Italian Chapel en populär turistattraktion.
På grund av den stora mängden intressanta vrak är platsen i dag ett populärt resmål för sportdykare.
I juli 2023 inledde Orkney-rådet åtgärder för att ändra sin status, och övervägde alternativ som att bli en brittisk kronbesittning (Crown Dependency) eller ett självstyrande område inom kungariket Norge.